# Port lotniczy Marau
Port lotniczy Marau (IATA: RUS, ICAO: AGGU) – port lotniczy położony na wyspie Marau (Wyspy Salomona).